# Bassline (canção)
"Bassline" é uma canção gravada pelo cantor e compositor norte-americano Chris Brown para o seu quinto álbum de estúdio, Fortune (2012). Foi composta pelo próprio juntamente com Andrea Simms, Andrew "Pop" Wansel, Brown, David Johnson, Robert Calloway, Ronald "Flippa" Colson e Warren "Oak" Felder. A produção e arranjos ficaram a cargo de Pop Wansel e Dayvi Jae. Musicalmente, é um tema com sonoridade que deriva dos géneros dubstep, electropop e electrohop, à medida em que incorpora vigorosamente elementos de reggae, com instrumentação consistente em um wobble bass e sintetizadores. O seu conteúdo lírico aborda o artista a convencer a uma mulher a sair da discoteca com ele. "Bassline" foi recebida com opiniões mistas pelos críticos especialistas em música contemporânea; alguns observaram a faixa como um dos destaques do álbum, enquanto outros foram bastante críticos em relação  produção e letras. Ademais, recebeu comparações a trabalhos de Kesha e o duo LMFAO, ambos conhecidos por canções de música electrónica.
Aquando do lançamento inicial de Fortune, "Bassline" entrou nas tabelas musicais do Reino Unido.

## Estrutura musical e conteúdo
"Bassline" teve a sua letra escrita por Andrea Simms, Andrew "Pop" Wansel, Chris Brown, David Johnson, Robert Calloway, Ronald "Flippa" Colson e Warren "Oak" Felder. A produção e arranjos ficaram a cargo de Pop Wansel e Dayvi Jae, enquanto Brian Springer ficava a cargo da gravação vocal sob assistência de Iain Findley. O produto final acabou sendo misturado por Jaycen Joshua sob assistência de Trehy Harris.
Musicalmente, "Bassline" é um tema do género dubstep, electropop e electrohop que incorpora elementos de reggae com duração total de três minutos e 58 segundos. A sua instrumentação consiste em um wobble bass e sintentizadores. Melinda Newman, do blogue HitFix, comparou a canção a trabalhos da cantora norte-americana Kesha e do duo LMFAO, ambos conhecidos por obras de música electrónica. Trent Fitzgerald, do blogue PopCrush, observou que as letras abordam Brown a tentar "convencer uma rapariga jeitosa que ele conhece na discoteca para ir consigo à sua casa", enquanto canta "Hey girl tell me what you talk / Pretty as a picture on the wall / Hey girl you can get it all / Cause I know you like the way the beat go". Além disso, o intérprete ainda declara: "You heard about my image / But I could give a flying motherfuck who's offended". Hayley Avron, do Contactmusic.com, notou que a voz de um robô junta-se à de Brown no gancho "Girls like my bassline". Hazel Robinson, da revista California Literary Review, achou que na canção, a palavra "bassline" é uma metáfora para pénis.

## Lançamento e repercussão
Em geral, "Bassline" foi recebida com opiniões mistas pela crítica especialista em música contemporânea. Sam Wilbur, para o AOL Radio, observou a faixa como "o melhor exemplo" de temas de dubstep em Fortune, enquanto Kyle Anderson, para a revista electrónica Entertainment Weekly destacou-a como uma das melhores do álbum. Scott Kara, para o jornal The New Zealand Herald, chamou a canção de "irritante" e "coisa ruidosa de imitadores". Lewis Corner, para o portal britânico Digital Spy, achou que "Bassline" foi uma "tentativa preguiçosa" de Brown, enquanto Randall Roberts, para o jornal Los Angeles Times, afirmou que a pior parte da canção foi o gancho. Hazel Robinson, para a revista California Literary Review, foi mais direccionada à produção e letras, apelidando ambas como "péssimas" e "finórias". Andy Kellman, para o portal AllMusic, observou que o artista "claramente se sente mais corajoso que nunca" em "Bassline".
Aquando do lançamento inicial de Fortune, "Bassline" fez uma estreia na posição 28 da tabela musical de canções R&B devido a um elevado número de vendas digitais no Reino Unido, onde também estreou na tabela musical de canções no posto 122, segundo os dados publicados pela The Official Charts Company a 14 de Julho de 2012.

## Créditos e pessoal
Os créditos seguintes foram adaptados do encarte do álbum Fortune (2012):
- Vocais principais: Chris Brown;
- Composição e letras: Andrea Simms, Andrew "Pop" Wansel, Chris Brown, David Johnson, Robert Calloway, Ronald "Flippa" Colson, Warren "Oak" Felder;
- Produção e arranjos: Pop Wansel, Dayvi Jae;
- Gravação vocal: Brian Springer;
  - Assistência: Iain Findley;
- Mistura: Jaycen Joshua;
  - Assistência: Trehy Harris.